# Lithacodia nemorum
Lithacodia nemorum là một loài bướm đêm trong họ Noctuidae.